# José Angel Murillo Arce
José Angel Murillo Arce (augustus 1961) is een hedendaags Spaans componist.

## Leven
De eerste muzieklessen kreeg Murillo Arce van zijn vader en van Granell. Op 9-jarige leeftijd studeerde hij klarinet en slagwerk aan het Conservatorio Superior de Música de Valencia. 
Nadat hij afgestudeerd was, werd hij lid van een militair blaasorkest en was hij eveneens lid van de folkgroep "Quaranta Maula". Met deze folkgroep maakte hij verschillende cd-opnames.

## Composities

### Werken voor banda (harmonieorkest)
- Bolero D'Alcudia
- Mediterranea 2
- Mediterranea 3